# Ёлки 3
«Ёлки 3» (на экране стилизовано как «Ёлки III») — российский новогодний комедийный фильм 2013 года режиссеров Дмитрия Киселёва, Александра Котта, Александра Карпиловского, Левана Габриадзе, Антона Мегердичева, Катерины Телегиной, Заура Засеева и Ольги Хариной, а также продюсеров Тимура Бекмамбетова, Ивы Стромиловой, Ольги Хариной, Александры Ремизовой и Юрий Мирошниченко. Картина является третьим фильмом в киносерии, а также продолжением предыдущих двух фильмов: «Ёлки» (2010) и «Ёлки 2» (2011). Сюжет фильма вращается вокруг главных героев, чьи судьбы переплетаются в новогоднюю ночь по нескольким городам России. В характерном для серии юмористическом стиле «Ёлки 3» рассказывают о различных обыденных и небыденных событиях, происходящих вокруг во время новогодних праздников. Одни персонажи пытаются завоевать чувство другого, другие сталкиваются с юмористическими или драматическими обстоятельствами, а некоторые путешествуют из далёких уголков России в Москву в поисках своих новогодних желаний.
В съёмках участвовало рекордное число актёров и статистов. Помимо звёздного состава (Иван Ургант, Сергей Светлаков, Гоша Куценко и другие), в массовых сценах принимали участие 8 тысяч человек в возрасте от 2 до 80 лет. Реквизиторскому отделу потребовалось 10 000 квадратных метров покрытия для имитации снега. Для съёмок в Екатеринбурге на головы и под ноги актёрам было насыпано 450 килограммов измельчённой белой бумаги. Съёмки проходили в 12 городах: Москве, Самаре, Воронеже, Новосибирске, Санкт-Петербурге, Краснодаре, Уфе, Магнитогорске, Перми, Екатеринбурге, Иркутске и Алматы.
Фильм «Ёлки 3» вышел 26 декабря 2013 года в России и во всем мире. Выход на носители: DVD и Blu-Ray состоялся 27 января 2014 года. Третий фильм получил в целом положительные отзывы от критиков, но не настолько, как было с предыдущими фильмами. Критики отметили, что фильм позитивный, добрый, искренний, со сказочной ниточкой. Зрители отметили, что в картине есть много смешных моментов и пронзительные сцены. Но картина выделяется чрезмерной мелодраматичностью и отсутствием качественного юмора. «Ёлки 3» оказались кассовым хитом, собрав значительные средства в прокате и принёс производителям значительную прибыль. До 2024 года «Ёлки 3» являлись самым прибыльным фильмом из всей серии фильмов «Ёлки» со сборами более 1,2 миллиарда рублей при бюджете в 165 миллионов.
Через год, в 2014 году, вышел четвёртый фильм (приквел) в этой франшизе под названием «Ёлки 1914», а в начале 2015 года также вышел спин-офф третьей части — «Ёлки лохматые».

## Сюжет
В семье Кравчуков из Самары две собаки — Йоко и Пират. Мама Насти забирает Йоко в Лондон для развития успешного бизнеса прямо в Новый год. Настя сообщает всем об этом в социальной сети, и это становится самой обсуждаемой новостью. Пират не может с этим смириться, но в последний момент отпускает её, тем самым запуская «Бумеранг добра».
Мать Насти, Елена, получив добро, делится им со своим клиентом, Женей, которому помогает в постройке детского контактного зоопарка. Женя, получив добро, уходит из дома, чтобы помочь своему другу Борису, у которого под угрозой срыва важный контракт и который в самый ответственный момент лишился телефона, а дети друзей остаются одни дома (жёны Бориса и Жени уехали в сауну). Борис покупает телефон, чтобы связаться с китайцами, с которыми он заключает важные контракты. По ошибке они попадают в автобус, направляющийся в психиатрическую больницу. Борис делится телефоном с Фёдором, одним из пассажиров. Фёдор звонит своему брату-близнецу, Толику, с которым он долгое время не общался и хотел увидеться. Толик, в свою очередь, находится в самолёте вместе с родителями Насти и Йоко.
Пират не выдерживает разлуки и убегает из дома в поисках Йоко. Он добегает до аэропорта и находит самолёт, где она находится. Толик безуспешно пытается остановить самолёт. Самолёт улетает в Лондон. Подкупив колбасой пса, улетающего с хозяевами в Лондон следующим рейсом, Пират продолжает полёт.
Толик сообщает о нахождении брата Наташе из Екатеринбурга. Наташа делится добром со своей подругой Галей и убеждает её помириться со своим мужем, Александром Коровиным, а также простить ему измену. Галя делится добром с Коровиным и со своим отцом, Константином Львовичем. Коровин — друг профессора Андрея Николаевича, который поссорился со своей женой Наташей, сам попавшись на измене. Константин Львович — военком, который год назад отправил сноубордиста Диму и лыжника Гришу на остров Ратманова, а впоследствии разрешил бабе Мане и Олесе полететь на остров. Вскоре об этом узнаёт сам Дима и получает «Бумеранг добра».
Тем временем Вика, создатель социальной группы «Бумеранг добра», собирается в Лондон к своему парню Саше, но её вынуждают задержаться и проведать её соседа, Николая Петровича, который заставляет Вику улететь в Лондон, так как там её ждёт возлюбленный. Ноутбук Вики остаётся в квартире Николая Петровича, и он добавляет свои стихи в виде статусов на страничке. По дороге в аэропорт Вика пытается помочь прохожим, надеясь на «Бумеранг добра», но всё заканчивается тем, что она оказывается за решёткой по подозрению в краже, а её телефон отбирают.
У старшего сержанта Колесникова, который следит за заключёнными, происходит отдельная история. Его друг Денис, врач-травматолог, узнал, что его школьная возлюбленная, Мария Назарова, приехала в Новосибирск. Чтобы произвести на неё впечатление, Денис просит у отца Миши Колесникова, Алексея, работника автосалона взять самый дорогой «Мерседес» на тест-драйв. Алексей соглашается при условии, что он будет ехать позади и наблюдать за происходящим. Когда Денис с Машей едут в машине, происходит авария, в результате которой Алексей попадает в больницу, а машину Дениса угоняют. Когда Денис возвращается в автосалон, он видит, что грабители вернули автомобиль, а Маша узнаёт про обман.
Миша узнаёт про аварию и, сам того не замечая, возвращает телефон Вике. Она звонит Саше и пытается объяснить произошедшее, но он ей не верит. Николай Петрович удаляет навсегда свою популярную группу «Бумеранг добра» в социальной сети, так как Вика больше не верит в его существование, но в этот момент Саша замечает Пирата на улицах Лондона и понимает, что его девушка была права. Он сообщает об этом в социальной сети. Это вновь становится самой обсуждаемой новостью.
У Насти остаётся последний выход: позвонить своему дяде, сноубордисту Диме. Дима звонит своему брату, Коле, папе Насти, и сообщает, что Настя не может выдержать разлуки с её питомцами по вине родителей. Коля отказывается принимать участие в планах Елены и едет в аэропорт. Там он видит в прямом эфире, что все рейсы отменены, так как на взлётной полосе обнаружили пса, которым оказался Пират. Коля бежит на взлётную полосу, где вот-вот застрелят Пирата. За происходящим наблюдает Елена в прямом эфире. Коля добегает до Пирата в момент выстрела, и пуля попадает в него, а не в пса. Елена хватает Йоко и бежит в аэропорт. Там она находит мужа. Йоко «целует» Колю, и тот приходит в сознание. Пират и Йоко находят друг друга. «Бумеранг Добра» вернулся к Пирату.
Борис и Женя сбегают из больницы и успевают вернуться домой к приходу жён. Андрей и Наташа мирятся. Олеся встречает своего возлюбленного Диму, а баба Маня прокатилась на лыжах. У Миши родился сын, и он поздравляет своего отца с тем, что тот теперь дед. Маша находит Дениса и вспоминает, как сильно они были влюблены. Саша возвращается в Москву и находит Вику. Вместе они звонят Николаю Петровичу и благодарят его за помощь.
Коля и Лена звонят Насте и сообщают, что они скоро вернутся с Пиратом и Йоко. Настя преждевременно заводит новых собак.

## В ролях
| Актёр                   | Роль                                                             |
| ----------------------- | ---------------------------------------------------------------- |
| Иван Ургант             | успешный бизнесмен Борис Евгеньевич Воробьёв лучший друг Евгения |
| Сергей Светлаков        | Евгений лучший друг Бориса                                       |
| Пётр Фёдоров            | Николай Кравчук папа Насти                                       |
| Анна Чиповская          | Елена Кравчук мама Насти                                         |
| Айса Энимал Арт         | Пират                                                            |
| Фемми Фатале            | Йоко                                                             |
| Валерия Стреляева       | Настя Кравчук                                                    |
| Вера Строкова           | создатель группы «Бумеранг добра» Вика                           |
| Валентин Гафт           | Николай Петрович одинокий самарский пенсионер                    |
| Антон Богданов          | Денис Юрьевич новосибирский врач-травматолог                     |
| Мария Луговая           | Мария Назарова возлюбленная Дениса                               |
| Александр Головин       | сноубордист Димон Фоменко дядя Насти                             |
| Александр Домогаров-мл. | лыжник Григорий Земляникин                                       |
| Галина Стаханова        | баба Маня                                                        |
| Анна Хилькевич          | Олеся внучка бабы Мани, возлюбленная Димона                      |
| Гоша Куценко            | профессор Андрей Николаевич                                      |
| Мария Шукшина           | Наташа жена Андрея Николаевича                                   |
| Александр Робак         | Александр Коровин друг Андрея Николаевича                        |
| Ксения Громова          | Галина жена Коровина, дочь Константина Львовича                  |
| Татьяна Догилева        | главврач психиатрической больницы Марта Петровна                 |
| Елена Плаксина          | Оля жена Бориса                                                  |
| Ирина Архипова          | Оля жена Евгения                                                 |
| Иван Ивашкин            | Саша парень Вики                                                 |
| Максим Костромыкин      | старший сержант полиции Миша Колесников друг Дениса              |
| Игорь Савочкин          | работник автосалона Алексей Колесников отец Миши                 |
| Александр Петров        | Славик друг Дениса                                               |
| Александр Ильин         | военком Константин Львович                                       |
| Ольга Чиповская         | бабушка Насти                                                    |
| Тамара Спиричева        | Анджела Павловна соседка Николая Петровича                       |
| Мария Добржинская       | Светлана                                                         |
| Александр Шатохин       | Игорь                                                            |
| Баймурат Аллабердиев    | Юсуф                                                             |
| Адылбек Атыхаев         | Ибрагим                                                          |
| Татьяна Городецкая      | мать Миши                                                        |
| Лейла Абу-аль-Кишек     | Айгюль жена Миши                                                 |
| Юрий Устюгов            | беспокойный пассажир в автобусе / его брат в самолёте            |
| Олег Акулич             | водитель автобуса с пациентами психбольницы                      |
| Марианна Шульц          | Людмила женщина у банкомата                                      |
| Максим Литовченко       | муж Людмилы                                                      |
| Екатерина Вилкова       | угонщица Алина                                                   |
| Олег Майборода          | менеджер в автосалоне                                            |
| Игорь Лях               | Дед Мороз в КПЗ                                                  |
| Андрюс Паулавичюс       | Моррисон хозяин собаки в Лондоне                                 |
| Демид Панаетов          | Борис сын Бориса                                                 |
| Иван Королюк            | Бориc сын Евгения                                                |
| Константин Хабенский    | голос за кадром                                                  |

## Съёмки
27 июня 2013 года в Уфе стартовала масштабная акция «Готовь „Ёлки“ летом!». Суть акции заключается в том, что жители разных городов сложат свою букву поздравительной фразы «С Новым Годом!», которая появится в финале комедии «Ёлки 3». Помимо Уфы, съёмки таких букв прошли в Самаре, Магнитогорске, Перми, Алматы, Краснодаре, Екатеринбурге, Воронеже, Иркутске, Санкт-Петербурге, Владикавказе и Калининграде. Сами же съёмки фильма начались 26 февраля 2013 года в Новосибирске.
Некоторые сложности, возникшие при съемках фильма «Ёлки 3»:  
- Проблемы со светом: используемые софиты внезапно загорались и мгновенно гасли.
- Поиск новогодней атрибутики: ассистентам режиссера пришлось потратить немало усилий на поиски мишуры, серпантина, хлопушек и бенгальских огней.
- Работа с искусственным снегом: бумажные хлопья, имитирующие снежинки, быстро теряли форму, и их приходилось регулярно заменять свежими партиями.
- Сложные погодные условия: съемки проходили в экстремально жарких (+40°C) условиях в Уфе и под проливным дождем в Магнитогорске.
- Отвлечения на площадке: съемочная группа сталкивалась с постоянным движением реальных пассажиров в аэропорту, что мешало операторам и участникам массовки сосредоточиться.
- Трудности работы с детьми-актёрами: маленькие артисты порой отказывались плакать или смеяться вовремя, вынуждая команду снимать многочисленные дубли.

## Саундтрек
На песню «На любой стороне Земли» из альбома «Всё это и есть любовь» (2014) группы «Секрет» был снят клип с кадрами из фильма, участниками которого стали больше восьми тысяч человек из 11 городов — Санкт-Петербурга, Уфы, Магнитогорска, Краснодара, Екатеринбурга, Перми, Воронежа, Иркутска, Алма-Аты (Казахстан), Владикавказа и Калининграда.
| №  | Название                                         | Исполнитель                                                                                      | Длительность |
| -- | ------------------------------------------------ | ------------------------------------------------------------------------------------------------ | ------------ |
| 1  | «На любой стороне Земли»                         | «Секрет»                                                                                         | 3:45         |
| 2  | «С Новым Годом, Крошка!»                         | «Мумий Тролль»                                                                                   | 3:30         |
| 3  | «Это по любви»                                   | «Мумий Тролль»                                                                                   | 2:55         |
| 4  | «Новогодище»                                     | «Роднополисы»                                                                                    | 3:24         |
| 5  | «Устрой Дестрой»                                 | Noize MC                                                                                         | 3:59         |
| 6  | «OST Ёлки»                                       | Государственный симфонический оркестр «Новая Россия» под управлением Ю. Башмета                  | 2:36         |
| 7  | «Галактика»                                      | Женя Любич                                                                                       | 3:59         |
| 8  | «С любовью встретиться (Звенит январская вьюга)» | Нина Бродская                                                                                    | 3:04         |
| 9  | «Magic people Voodoo people»                     | «Ленинград»                                                                                      | 2:16         |
| 10 | «Хали-гали, Паратрупер»                          | «Леприконсы»                                                                                     | 4:09         |
| 11 | «Снег кружится, летает, летает…»                 | Юрий Петерсон и «Пламя»                                                                          | 4:02         |
| 12 | «Падает снег»                                    | Би-2 feat. Юлия Чичерина feat. Симфонический оркестр МВД РФ под управлением Феликса Арановского" | 4:10         |
| 13 | «Away»                                           | «House of Anubis»                                                                                | 2:38         |
| 14 | «Freeflight»                                     | Paul Dinletir                                                                                    | 1:07         |
| 15 | «Flight Of Dreams»                               | Lior Rosher                                                                                      | 1:26         |

## Приём

### Кассовые сборы
В первый день проката кассовые сборы фильма составили $2 006 126 с учётом предварительных показов. Это в два раза больше, чем предыдущий снятый фильм «Ёлки 2». А за выходные лента заработала $11,5 млн. Галина Стрижевская, продюсер нескольких частей, заявила: «Я помню момент, когда мы с Тимуром Нуруахитовичем Бекмамбетовым сидели в небольшой переговорной комнате компании „Базелевс“. Это было, кажется, 6 января 2014 года, когда вышли „Ёлки-3“. Мы смотрели друг на друга и понимали, что цифра сборов движется к миллиарду. В это было сложно поверить, но потихоньку пришло осознание, что у нас получилось подсадить страну на „хвойную иглу“». Она подтвердила, что это самая прибыльная часть серии.
В январе 2014 года стало известно, что фильм вошёл в тройку самых кассовых отечественных фильмов за всю историю российского кино. Его посмотрели 4,3 млн кинозрителей в России и странах СНГ (без учёта Украины). Кассовые сборы фильма по состоянию на вечер 8 января 2014 года составили 1,1 млрд рублей.

### Отзывы критиков
Картина «Ёлки 3» встретила умеренно-позитивные отклики как среди кинокритиков, так и рядовых зрителей. Несмотря на довольно сдержанное отношение профессионалов, многие зрители искренне оценили ленту положительно. В числе достоинств они выделили легкость восприятия, теплоту настроения и добродушие сценария, пропитанного волшебством и нотками зимней сказки. Особенно зрители подчеркнули наличие множества забавных эпизодов и запоминающихся сцен, вызывающих глубокую эмпатию и искреннюю радость. Тем не менее, встречаются и отрицательные отзывы. Критика направлена на излишне навязчивый мелодраматичный тон фильма, нехватку остроумия и уморительных шуток. Более того, отдельные зрители отмечают искусственность образов героев, их стереотипичность и поверхностность переживаний, что затрудняет полное погружение в происходящее. Немаловажным является мнение, согласно которому актёрская игра значительно уступает простым бытовым эпизодам с участием пушистого питомца, щенка Пирата, ставшего настоящей звездой экрана.

Ресурс «Критиканство» отразил двусмысленное восприятие картины журналистским сообществом, назначив фильму итоговую оценку 56 баллов из ста на основании анализа двадцати восьми обзоров.
Денис Рузаев, Time Out
23 декабря 2013 г.

Время идёт, и каждый Новый Год приносит новую порцию чудес. Как и раньше, главные часы готовы возвестить наступление чуда, разрывая монотонный ритм повседневной жизни. В первой части связь людей обеспечивала магия теории «шести рукопожатий», вторая показала путь почтовых сообщений, пересекающих Россию, а в третьей «Ёлках» человечество объединяет виртуальная сеть и невидимые нити соцсетей. Главный посыл остаётся прежним: добро способно преодолеть любые расстояния.
Евгений Ухов, Film.ru
11 декабря 2013 г.

Начало пути было положено концепцией «шести рукопожатий», затем эстафету приняла почтовая служба России, а ныне власть взяли социальные сети и онлайн-коммуникации. Кажется, «Ёлки» хотят рассказать о современном мире, где реальность постепенно перетекает в виртуальность, однако центральная идея осталась неизменной — добрые дела способны изменить жизнь каждого человека.
Сусанна Альперина, Российская газета
20 декабря 2013 г.

Создание народного кино потребовало особых подходов. Одним из способов стало проведение флешмоба, в ходе которого тысячи россиян участвовали в акции, складываясь в гигантскую надпись «С Новым годом!» Эти кадры вошли в финальную сцену фильма, сделав его ближе и доступнее миллионам зрителей. Такой простой и оригинальный способ вовлечь население обеспечил популярность проекту задолго до премьеры.
Антон Долин, Вести FM
26 декабря 2013 г.

Проект изначально задумывался как символ национального единства и культуры потребления праздников. Сегодня «Ёлки» превратились в обязательный атрибут любого Нового Года, словно новогодняя ёлка сама по себе. Ожидалось ли такое развитие? Наверное, нет. Но кто сказал, что идеальное кино должно соответствовать высоким стандартам искусства? Главное, оно дарит людям удовольствие и создаёт праздничное настроение.
Александр Вакуленко, CN.ru

26 декабря 2013 г.«Ёлки 3» поражают великолепной внешностью и яркой оболочкой, однако внутри скрываются обычные приёмы коммерческих проектов. Украшенные красочными декорациями и блестящими кадрами, они используют новогодний ажиотаж и общечеловеческие ценности ради прибыли. Да, такие фильмы найдут своего зрителя и соберут приличную кассу, но разве это достойная цель современного кинематографа?
Милослав Чемоданов, The Village
27 декабря 2013 г.

Самым ярким героем фильма оказался… пес. Его приключения оказались единственной действительно интересной историей. Животное выглядит гораздо убедительнее большинства актеров-человеков, и эпизоды с собакой вызывают куда больше эмоций, чем человеческая драма. Если бы вся лента состояла исключительно из собачьих приключений, возможно, она оставила бы лучшие впечатления.
Лариса Юсипова, Известия
10 декабря 2013 г.

Идея фильма проста и ясна: доброту надо проявлять повсеместно. Но далеко не всегда хорошие поступки превращаются в хорошее кино. Большинство эпизодов кажутся недостаточно проработанными, лишёнными глубины и смысла. Хотя авторы пытаются внедрить важный моральный урок, большинство историй воспринимаются зрителем поверхностно и слабо влияют на формирование внутреннего мира.
Кирилл Илюхин, Weburg
27 декабря 2013 г.

Третья часть окончательно утратила праздничный настрой и стала самой печальной главой трилогии. Здесь не чувствуется истинно новогоднего духа, отсутствуют искромётные шуточки и веселые приключения. Режиссёр сделал ставку на горе и грусть, совершенно забывая о главном предназначении новогоднего фильма — создавать светлое и счастливое настроение.
Александр Дудик, Relax.by
27 декабря 2013 г.

Новогодний календарь прочно закрепился за проектом «Ёлки», превратив его в ежегодный подарок россиянам. Использовав новогодние праздники как площадку для продвижения бренда, создатели обеспечивают стабильный успех и финансовую прибыль. Можно критиковать отсутствие глубокой идеи, слабые персонажи и предсказуемость сюжета, но ведь главная цель достигнута — миллионы зрителей чувствуют себя частью большого семейного торжества.

## Будущее
«Ёлки лохматые» (2015) — продолжение фильма «Ёлки 3» и его спин-офф. Картина рассказывает об истории отношений двух героев «Ёлок 3» — собак Пирата и Йоко.
«Ёлки 1914» — российская новогодняя кинокомедия 2014 года режиссёра Тимура Бекмамбетова. Это приквел трёх фильмов серии: «Ёлки», «Ёлки 2» и «Ёлки 3».